# Colibrí flamíger
El colibrí flamíger (Topaza pyra) és una espècie d'ocell de la família dels troquílids (Trochilidae) de l'oest de l'Amazònia.

## Hàbitat i distribució
Habita zones boscoses Colòmbia oriental, Veneçuela meridional, nord-oest del Brasil, Equador oriental i nord-est del Perú.